# Gare de Lacapelle-Viescamp
Gare de Lacapelle-Viescamp vasútállomás Franciaországban, Lacapelle-Viescamp településen.

## Vasútvonalak
Az állomást az alábbi vasútvonalak érintik:
- Figeac–Arvant-vasútvonal

## Kapcsolódó állomások
A vasútállomáshoz az alábbi állomások vannak a legközelebb:
- Gare de Pers
- Gare d’Ytrac